# Route d'Ossoudarev

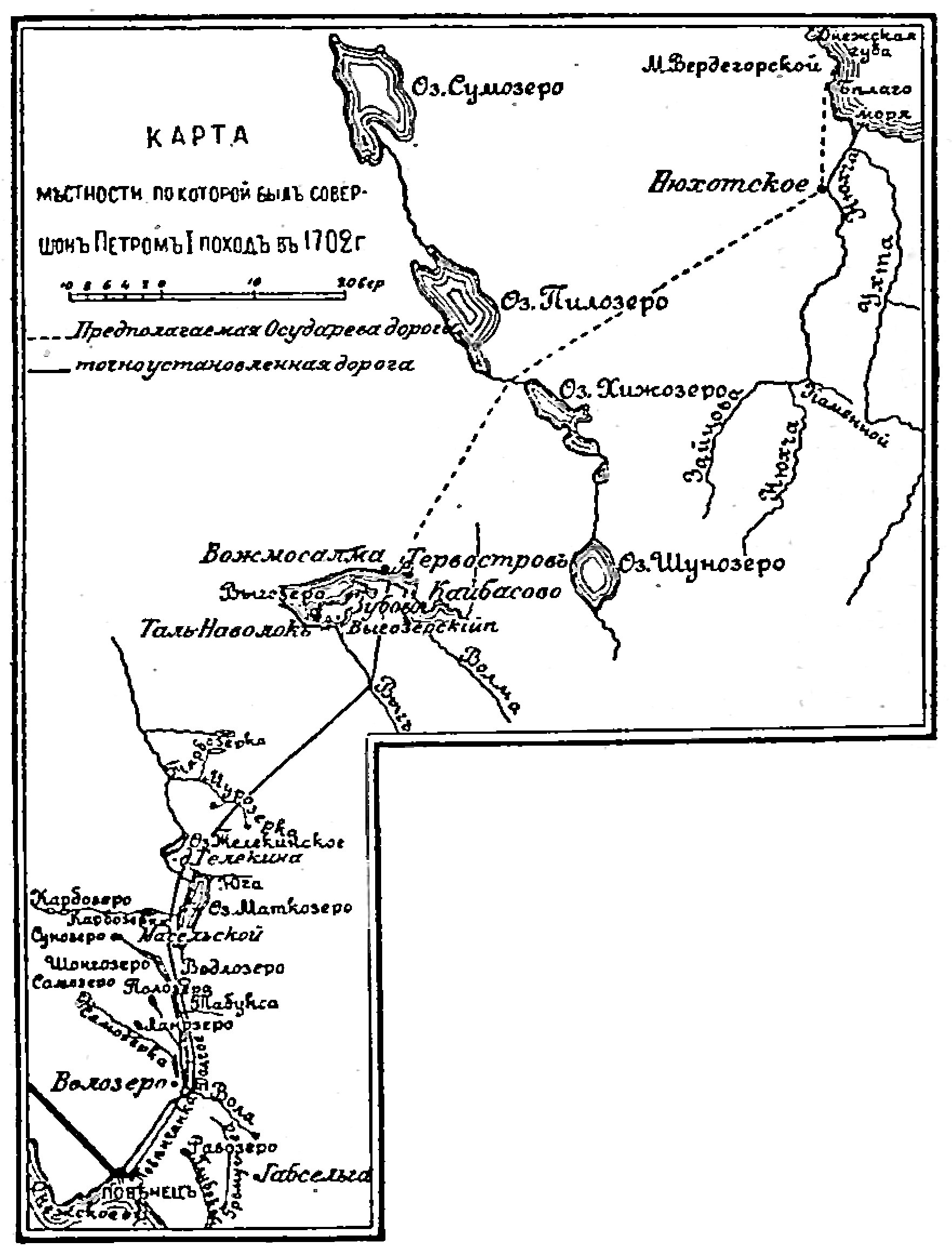
Route d'Ossoudarev.

Ossoudareva doroga (russe : Осуда́рева доро́га, la route d'Ossoudarev, appelée aussi « route royale » ou « route du tsar », en russe : царской дороги) était une route terrestre tracée entre la jetée de Nioukhtcha sur la mer Blanche, et Povénets sur le lac Onega, par ordre de Pierre Ier le Grand. Elle contribue à la victoire russe lors du siège de Nöteborg en 1702. 
La longueur totale de la route était de 174 verstes (185,5 km). 

## Édification
La route était destinée au déplacement des troupes, des généraux, des synclites spirituels et de l'artillerie sur des charrettes. 

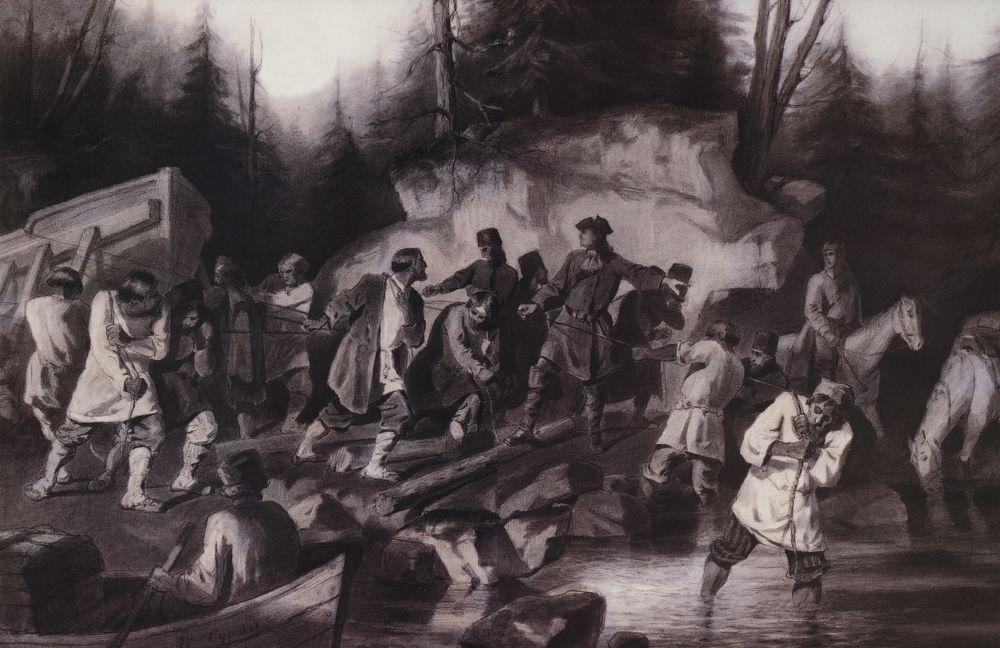
Route d'Ossoudarev. Les troupes de Pierre Ier le Grand traînant les frégates de la baie Onega de la mer Blanche au lac Onega pour ravir la forteresse de Noteburg aux Suédois.

On a également supposé que deux petites frégates le Sviatogo Doukha et le Kour'ier, construites à Arkhangelsk, avaient été traînées le long de la route du lac Ladoga et de la Neva pour aider les troupes à prendre les forteresses suédoises, et pour assurer le retour en terres russes. Cependant, les études d'archives et de paysage ne confirment pas le mouvement des navires le long de la route d'Ossoudarev. 
Sergueï Nikouline, membre des expéditions sur la « route d'Ossoudarev », se référant à l'ouvrage du docteur en sciences historiques Pavel Korotkov, Осударева дорога 1702 года: пролог основания Санкт-Петербурга (« La route d'Osudarev de 1702 : le prologue de la fondation de Saint-Pétersbourg ») affirme cependant que des navires ont effectivement été traînés sur cette route.
« Советую прочитать книгу доктора исторических наук Павла Кротова "Осударева дорога 1702 года: пролог основания Санкт-Петербурга". В ней подробно и убедительно описаны мотивы прокладки "царской дороги", все этапы ее строительства, организации волока судов и передвижения войска. Автор отыскал челобитную крестьян, которые как раз и тащили фрегаты. Кроме того, в Карелии опубликован в современной орфографии Соловецкий летописец, где сказано о двух яхтах. В походном журнале Семеновского полка есть упоминание о судах. Да и зачем тогда было делать такую широкую дорогу, если она предназначалась только для перехода людей и подвод? »
—  Sergueï Nikouline,  Pavel Korotkov, Осударева дорога 1702 года: пролог основания Санкт-Петербурга  

« Je vous conseille de lire le livre de Pavel Krotov (...). Il décrit en détail et de manière convaincante les motifs de la pose de la « voie royale », toutes les étapes de sa construction, l'organisation de la traînée des navires et le mouvement des troupes. L'auteur a trouvé une pétition pour les paysans qui traînaient juste les frégates. De plus, en Carélie, le Solovetsky Chronicler a été publié en orthographe moderne, qui parle de deux yachts. Dans le journal de marche du régiment Semenovsky, il est fait mention de navires. Et pourquoi alors était-il nécessaire de faire une route aussi large si elle n'était destinée qu'au passage des personnes et des charrettes ? »
— Pavel Korotkov, Осударева дорога 1702 года: пролог основания Санкт-Петербурга
La route a été explorée le long de l'ancienne route de Novgorod et tracée à travers des forêts marécageuses. La construction fut supervisée par le sergent du régiment Préobrajensky, Mikhaïl Chtchépotiev (ru), la construction réalisée par environ 5 000 paysans des gouvernements d'Arkhangelsk, Olonets et Novgorod. Les travaux furent réalisés par deux équipes de construction, nord et sud, se déplaçant l'une vers l'autre. La section nord (94 verstes) comprenait la construction d'une jetée sur le cap Vardegorsky (мысе Вардегорский) de la mer Blanche et une section terrestre vers le village de Vojmosalma (russe : Вожмосалма) sur la rive Vygozero. La section sud était de 80 milles. 
La construction commença le 20 juin 1702 et le 14 juillet, Pierre Ier fut informé que la route était prête. Ainsi, en une vingtaine de jours, une route longue de 174 milles fut construite. Les auteurs de la Rossiskaïa Gazeta déclarèrent que c'était un record du monde pour la rapidité de construction.

## Exploitation
Pendant la Grande guerre du Nord d'Ossoudarev, la route fut utilisée pour transporter des troupes et des cargaisons, principalement des armes à feu, du territoire des Olonets à Arkhangelsk et d'Arkhangelsk à Saint-Pétersbourg. 
Dans la nuit du 17 août 1702, dans la région du cap Vardigorsky, un groupe d'armées sous le commandement de Pierre Ier  commença à se déplacer le long de la route d'Ossoudarev et fut déjà le 26 août à Povénets sur le lac Onega pour un transfert supplémentaire de 85 navires de Mikhaïl Chtchepotiev, à Ladoga . Le 26 septembre, un groupe d'armées se lança à l'assaut de la forteresse suédoise de Nöteborg (ru)et, le 11 octobre 1702, la captura.
Au XIXe siècle, la route est abandonnée. En 1933, le tracé du canal mer Blanche-Baltique passe par les lieux de la route abandonnée.

## Position actuelle

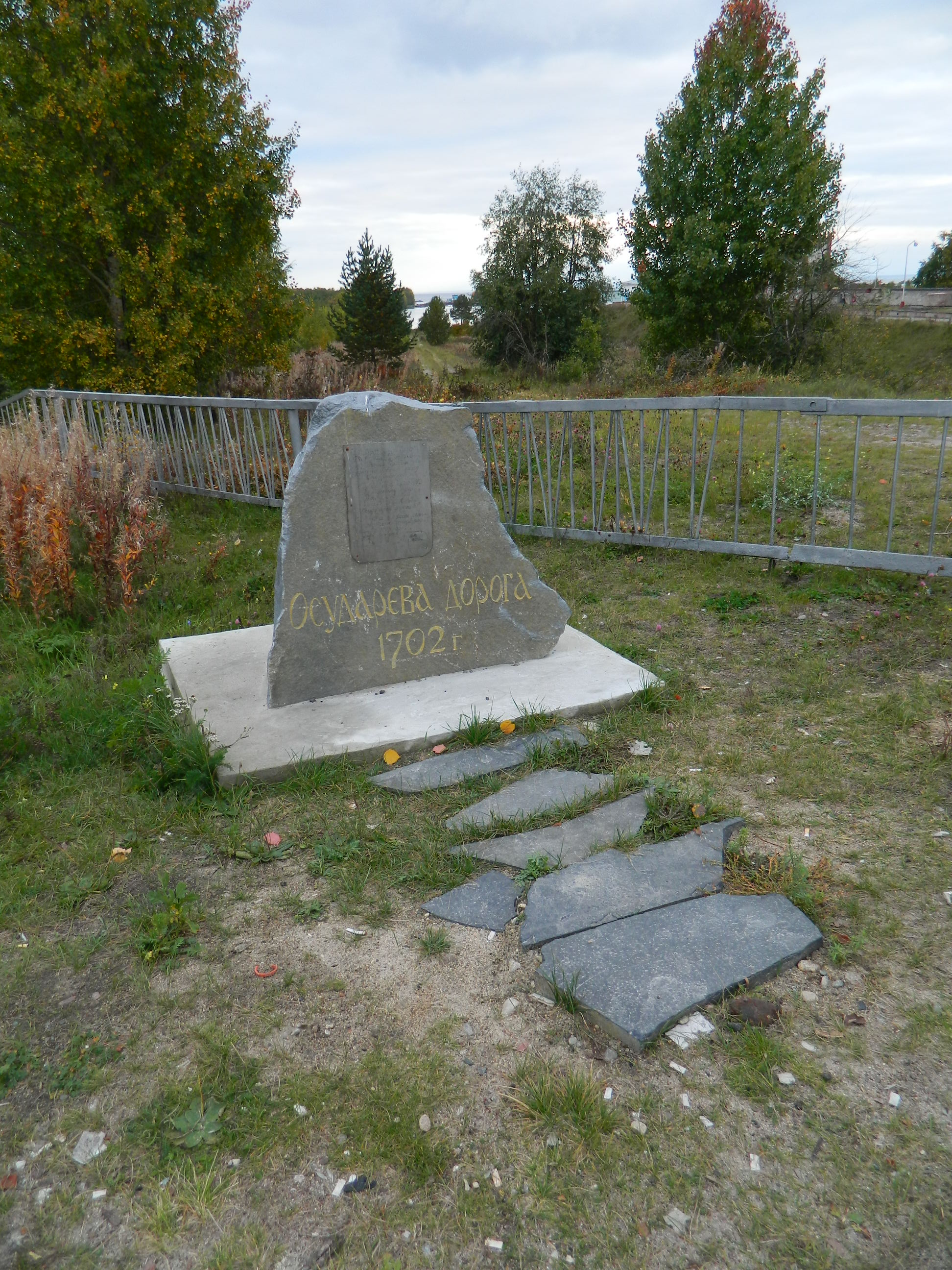
Stèle commémorative de la « route d'Ossoudarev » à la sortie du village de Povénets en direction de Poudoj.

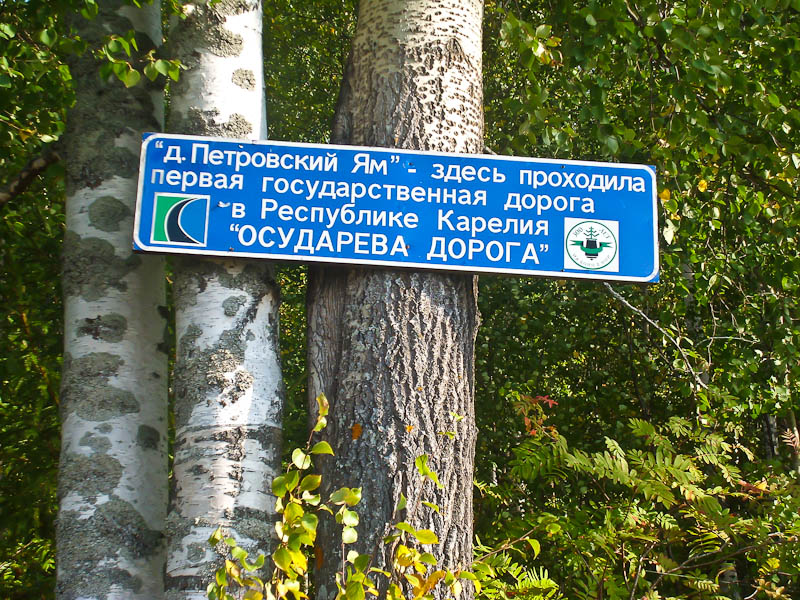
Panneau « Route d'Ossoudarev » à Petrovski Iam.

En 2010, les coordonnées exactes de la route étaient inconnues. La majeure partie de la route ne fut pas retrouvée. Le tracé estimé de la route passait à proximité des postes et lieux suivants : 
- Cap Vardegorsky - le site de débarquement du groupe militaire de Pierre Ier dans la nuit du 17 août 1702 ;
- le village de Nioukhtcha - du 16 au 17 août 1702, Pierre Ier y passa la nuit ;
- Gosudarev Kloch - le lieu de séjour temporaire de Pierre Ier (14 verstes en amont de la rivière Nioukhtcha (ru)) ;
- Montagne Chtchépoteva ;
- Montagnes Milene ;
- Mont Vetrennaïa ;
- Patrikeyeva Souryga ;
- la rivière Iloza (Souma) - a été forcée par un groupe militaire le 18 août 1702 ;
- Pulozero (ru) ;
- Pikhkamokh ;
- le village de Korosozero (ru) ;
- Petrovski Iam (ru) est un camp temporaire pour un groupe militaire.

En 1993, à Petrozavodsk, le projet de recherche « La route d'Ossoudarev » fut créé. Les auteurs et fondateurs du programme étaient les membres à part entière de la Société géographique russe de l'Académie russe des sciences M. YU. Dankov est un chercheur de premier plan au Musée national de Carélie (ru), S. ET. Nikulin le rédacteur en chef de la société de télévision commerciale carélienne Nika. Dans le cadre de ce projet, des expéditions de recherche furent organisées pour déterminer les coordonnées de la route d'Ossoudarev sur le terrain.

## Liens
- Данков М. Ю. Проект «Осударева дорога».
- «Государева дорога», фильм телепроекта «Искатели».
- Карелия официальная. Фестиваль «Осударева дорога».
- Экспедиция «Осударева дорога—99».
- Осударева дорога: реальность соперничает с мифами